# 2008年10月臺灣
| << | 2008年10月 （民國97年） | >> |    |    |    |    |
| \| 日 \| 一 \| 二 \| 三 \| 四 \| 五 \| 六 \| \| \| \| \| 1 \| 2 \| 3 \| 4 \| \| 5 \| 6 \| 7 \| 8 \| 9 \| 10 \| 11 \| \| 12 \| 13 \| 14 \| 15 \| 16 \| 17 \| 18 \| \| 19 \| 20 \| 21 \| 22 \| 23 \| 24 \| 25 \| \| 26 \| 27 \| 28 \| 29 \| 30 \| 31 \| \| \| \| \| \| \| \| \| \| |                         |    |    |    |    |    |
| 臺灣新聞動態／維基新聞 |                         |    |    |    |    |    |
| 世界／中国大陆／臺灣 |                         |    |    |    |    |    |
| 日 | 一                      | 二 | 三 | 四 | 五 | 六 |
| |                         |    | 1  | 2  | 3  | 4  |
| 5 | 6                       | 7  | 8  | 9  | 10 | 11 |
| 12 | 13                      | 14 | 15 | 16 | 17 | 18 |
| 19 | 20                      | 21 | 22 | 23 | 24 | 25 |
| 26 | 27                      | 28 | 29 | 30 | 31 |    |
| |                         |    |    |    |    |    |

## 10月1日
- 國民年金保險正式開辦，所有25歲至65歲、非軍公教、勞、農保加保者之國民均強制納保，估計納保人數約470萬人。自由時報yam天空新聞─中央社１（页面存档备份，存于）２（页面存档备份，存于）中國時報１２３
- 中央廣播電台召開臨時董事會改組人事，部分陳水扁政府時期董事指責馬英九政府干預新聞自由，要求央廣「不能對中國有太大的批評」。自由時報

## 10月2日
- 最高法院檢察署特偵組偵辦陳水扁家庭洗錢案，傳喚前第一夫人吳淑珍的大學同學蔡美利，及蔡美利胞弟蔡銘杰、蔡銘哲等人到案，釐清他們是否協助吳淑珍將部分資金輾轉匯到海外相關帳戶內。檢方訊問後，認為蔡銘哲犯罪嫌疑重大，由證人轉為被告，並向台北地院聲請羈押禁見獲准。yam天空新聞─中央社１２（页面存档备份，存于）中國時報自由時報

## 10月3日
- 立法院在上午行使司法院大法官被提名人同意權投票，雖然民進黨立法院黨團採取不領票、不投票的杯葛措施，但在國民黨籍委員的人數優勢下，黃茂榮、陳敏、葉百修、陳春生、陳新民等5位被提名人，都跨越同意門檻，填補共15名大法官中剩餘的5名缺額。yam天空新聞─中央社１（页面存档备份，存于）２（页面存档备份，存于）

## 10月4日
- 美國國務院宣布近年來最大規模對台軍售案，包括「愛國者三型」防空飛彈、「AH-64阿帕奇」攻擊直昇機、「魚叉」潛射飛彈、「標槍」反坦克飛彈等，總金額為美金六十四億六千三百萬元，折合新台幣超過二千億元。中廣新聞網[]
- 嘉義縣縣長陳明文涉嫌圖利特定廠商案，嘉義地方法院以新台幣三百萬元交保，並限制住居、出境。yam天空新聞─中央社（页面存档备份，存于）中國時報

## 10月5日
- 台北孔廟因薔蜜颱風而順延一周的孔子二五五八周年誕辰釋奠典禮在今日清晨舉行，馬英九總統親臨上香，並獻頒「道貫德明」匾額，為戰後首位親自參與祀典的國家元首。今年並提高祭孔規格，以八佾舞行獻禮，佾生人數由36人增加至64人。由於祀典時間冗長，加上天氣悶熱、孔廟回字型建築空氣不易流通，擔任分獻官的台北市文化局局長李永萍因身體不適而先行退場，另有近廿名樂、佾生體力不支而昏倒。中國時報１２自由時報yam天空新聞─中央社１（页面存档备份，存于）２（页面存档备份，存于）

## 10月6日
- 前調查局局長葉盛茂被控隱匿公文案，台北地院第三度開庭審理，合議庭認定其涉嫌掩飾前總統陳水扁家族疑似洗錢案，涉嫌圖利、偽造文書，以有串證、犯罪重大為由，諭令當庭收押禁見，成為中華民國司法史上，首位因案被押的卸任調查局長。葉盛茂在下午5時左右解送至台北看守所忠三舍，編號2821。葉盛茂委任律師杜英達表示將提出抗告。中國時報１２自由時報１２yam天空新聞─中央社（页面存档备份，存于）

## 10月7日
- 國安局局長蔡朝明在立法院備詢時，表示SARS是中國的是生化戰劑，但事後即予以澄清。自由時報

## 10月8日
- 中華職棒首次爆發球團高層涉入簽賭打假球事件，板橋地檢署展開大規模偵辦動作，指揮調查局幹員兵分二十二路搜索米迪亞暴龍隊辦公室、球員宿舍及各地簽賭站，共帶回涉打假球的暴龍隊領隊、發言人、球員共7人，以及3名簽賭站成員，檢調並全力追查主嫌林秉文下落。自由時報yam天空新聞─中央社（页面存档备份，存于）

## 10月9日
- 中華職棒米迪亞暴龍隊簽賭打假球事件，教練吳昭輝及組頭等三人遭板橋地方法院裁定收押禁見，陳元甲等3名球員交保候傳，負責人施建新獲得飭回；職棒聯盟方面宣布將米迪亞暴龍停權，剩餘兩場季賽取消。yam天空新聞─中央社１２（页面存档备份，存于）自由時報

## 10月10日
- 中華民國九十七年國慶慶祝活動：
  - 馬英九總統在總統府內主持中華民國建國九十七年國慶典禮，隨後在國慶大會上發表上任後第一次的國慶談話，強調政府有信心實踐對國人的承諾，馬總統在談話結束後，並帶領群眾高呼「台灣民主萬歲」、「中華民國萬歲」口號。yam天空新聞─中央社１（页面存档备份，存于）２（页面存档备份，存于）３（页面存档备份，存于）中國時報自由時報
  - 中華民國各界慶祝九十七年國慶大會，上午9時30分在總統府府前廣場舉行，活動主題為「提升國家競爭力、再創台灣新契機」。除了有空軍分列式表演通過博愛特區上空、三軍儀隊表演、各中央部會與縣市花車遊行、北一女及中山女高樂儀隊等表演外，並有國片《海角七號》中的「茂伯」林宗仁，彈著月琴高喊「我是國寶啦」出場表演，現場掌聲連連。此外，總統府並邀請曾經襲擊前駐日代表許世楷、前總統陳水扁的蘇安生以貴賓身分觀禮。yam天空新聞─中央社１（页面存档备份，存于）２３（页面存档备份，存于）自由時報
  - 全台各地均有國慶慶祝活動，其中晚間有三場中央主辦的國慶活動，分別在台北、嘉義和花蓮舉行。外交部在台北賓館舉行國慶酒會，國慶煙火首度移師嘉義市，國慶晚會則是在花蓮縣登場。yam天空新聞─中央社１２３（页面存档备份，存于）中國時報自由時報

## 10月11日
- 第三屆天主教台灣青年日於9日至12日在台北市舉行，今日在大安森林公園、公館、東區商圈等地進行福傳活動，約有500名全台各地的教會青年共襄盛舉。蕭萬長副總統除到場致意外，並在活動中許下「國家安然度過金融危機，人民過著幸福生活」的願望。自由時報中央日報網路報中央通訊社（页面存档备份，存于）

- 知名客家文學家鍾理和之妻鍾台妹，傍晚於高雄縣美濃鎮家中病逝，享壽97歲。中國時報１[永久]２yam天空新聞─中央社（页面存档备份，存于）

## 10月12日
- 台股在明日面臨五千點關卡保衛戰，行政院在晚間宣布三大穩定股市措施，包括全面禁止放空政策將延長兩周、國安基金護盤將延長一個月以上、股市漲跌幅限制將由現行7％縮減為3.5％等。中國時報自由時報yam天空新聞─中央社

## 10月13日
- 台北市、臺北縣、基隆市等三縣市正式決議，將於民國100年（2011年）聯合舉辦新制招生測驗，並定名為「北北基高中職聯合入學測驗」（簡稱「北北基聯測」），與現有之基測同步舉行，考生可擇一參加；考試將以北北基自選單一版本教科書為命題範圍，並提供一成名額供北北基以外縣市的學生入學。目前國中一年級學生將成為新制下的第一批考生。中國時報自由時報[]

## 10月14日
- 台聯發布新聞稿，以馬英九政府太「傾中」為由，要求擁有台聯黨籍的陸委會主委賴幸媛於三日內自動請辭，否則開除。賴幸媛於晚間稍後發出聲明，宣布主動退出台聯，並表示已獲得台聯精神領袖李登輝與黨主席黃昆輝的諒解。中國時報自由時報yam天空新聞─中央社（页面存档备份，存于）

## 10月15日
- 遭到「境管」的前內政部部長余政憲，在小港機場準備搭機出國時，因涉嫌在2003年部長任內，洩漏南港展覽館標案評選委員名單，被航警攔阻移送台北地檢署，並遭檢察官以有逃亡之虞收押。台視新聞（页面存档备份，存于）自由時報[]中國時報

## 10月16日
- 台塑集團創辦人王永慶，美東時間15日上午9點38分因心肺衰竭逝世於紐澤西州，享壽92歲。yam天空新聞─中央社１（页面存档备份，存于）２（页面存档备份，存于）３４台塑新聞稿[]

## 10月17日
- 特偵組偵辦陳水扁家庭洗錢案，懷疑開發金控、中信金控及元大金控疑似行賄，下午搜索三家公司、相關子公司及人員住所。檢方並以證人身分傳訊前兆豐金控董事長鄭深池到案說明，後遭檢方改列為被告，但晚間已被飭回。NOWnews（页面存档备份，存于）自由時報[]yam天空新聞─中央社１（页面存档备份，存于）２（页面存档备份，存于）３（页面存档备份，存于）４（页面存档备份，存于）中國時報

## 10月18日
- 繼乳製品後，中國製造之銨粉（食品添加物中的膨鬆劑）也被驗出三聚氰胺達70到300ppm，衛生署隨即於晚間宣布即日起禁止進口。自由時報１[]２中國時報（页面存档备份，存于）

## 10月19日
- 行政院在晚間宣布，台股跌幅縮小至3.5%的措施將延長實施至10月24日，之後則由金管會自行決定繼續或停止。yam天空新聞─中央社１２３（页面存档备份，存于）

## 10月20日
- 海峽兩岸關係協會副會長張銘清以廈門大學新聞傳播學院院長身分來台，上午在國立台南藝術大學參加學術研討會，除有兩名成大學生拉起白布條在場內抗議外，綠營民代亦號召支持者在場外示威，一度與現場維持秩序的警方發生推擠衝突。yam天空新聞─中央社１（页面存档备份，存于）２（页面存档备份，存于）３（页面存档备份，存于）４（页面存档备份，存于）
- 空軍一架IDF經國號戰機上午於澎湖縣海域實施例行性炸射訓練時失聯，正副駕駛古志賓上尉、陳建廷上尉下落不明。yam天空新聞─中央社１（页面存档备份，存于）２（页面存档备份，存于）３（页面存档备份，存于）４（页面存档备份，存于）
- 富邦金控宣布將以6億美元，購併荷蘭國際集團在台子公司ING安泰人壽。在旗下富邦人壽與ING安泰人壽合併後，富邦金控在國內壽險業務上客戶基礎達到870萬名，成為國內第四大的壽險業者，國內保費收入則躍升至第二。PChome新聞─中廣新聞網（页面存档备份，存于）yam天空新聞─中央社１（页面存档备份，存于）２（页面存档备份，存于）３（页面存档备份，存于）

## 10月21日
- 率團在台進行學術參訪的海峽兩岸關係協會副會長張銘清，上午臨時變更行程參訪台南孔廟時，突遭民進黨籍台南市議員王定宇帶領群眾包圍嗆聲，張銘清在混亂中被推倒、眼鏡掉落，在場抗議民眾並跳上張銘清的座車頂踩踏。張銘清在事後，決定對此提出控告。中國時報自由時報
- 衛生署被揭發隱匿三聚氰胺相關消息，等到馬來西亞公布在中國碳酸氫銨中驗出三聚氰胺後，才公布中國進口的食用膨鬆劑含超高量三聚氰胺。自由時報
- 聲稱曾幫前總統陳水扁用塔羅牌占卜的黃琪，被揭發年齡與學歷造假，實際年齡僅16歲。蘋果日報

## 10月22日
- 經過連日來發生的民眾抗議與衝突事件，海峽兩岸關係協會副會長張銘清提前結束在台行程，上午自小港機場離台。張銘清在離開台南市之前，兩度哽咽表示，「在台南三天的時間，給我留下終身難忘的印象」；但也特別強調，「這不是因為受到暴力襲擊，而是因為感受到台灣各界給我的溫暖」 。中國時報自由時報
- 前總統陳水扁批評馬英九政府有雙重標準，控訴日前自己跟前駐日代表許世楷遭受蘇安生攻擊時，「警察局長也沒有下台」，國民黨政府不但不處理，還在國慶大會把曾動手攻擊他的蘇安生奉為貴賓，「標準何在？」。NOWnews（页面存档备份，存于）
- 中華民國海軍一架編號2321的S-70C(M)反潛直升機在花蓮外海執行例行訓練時墜海，造成1死2傷2失蹤自由時報中國時報自由時報

## 10月23日
- 10月20日在澎湖縣海域失事的空軍四二七聯隊IDF經國號戰機，機上的黑盒子在澎湖南塭島東南方海底尋獲，旋即被送往清泉崗基地進行判讀以釐清失事原因。中國時報自由時報

## 10月24日
- 九十七年廣播金鐘獎頒獎典禮，晚間於國父紀念館舉行。本屆以「同學會」作為主題，共有544件作品報名角逐24個獎項。yam天空新聞─中央社１（页面存档备份，存于）２（页面存档备份，存于）中國時報（页面存档备份，存于）

## 10月25日
- 1025反黑心顧台灣大遊行於台北市舉行，估計約有60萬人上街表達對總統馬英九及其政府於兩岸、經濟、毒奶粉事件等方面施政的不滿。聯合報（页面存档备份，存于）自由時報中國時報蘋果日報
- 中華職棒十九年總冠軍賽今日開戰，首場由統一7-ELEVEn獅在主場臺南市立棒球場對戰兄弟象。象隊全場揮出15支安打，並由王金勇在四局上敲出2分打點全壘打，終場以9:3拔得頭籌，成功延續冠軍賽首戰必勝的紀錄。象隊中繼投手王勝偉成功壓制獅隊打者火力，獲選為單場MVP。yam天空新聞─中央社（页面存档备份，存于）中國時報自由時報１２

## 10月27日
- 國安局研擬的《特種勤務條例》草案送交立法院審議，由於條文中賦予特勤人員強制處分權，遭質疑有擴權之虞，遭到朝野立委的一致反對。對此，國安局局長蔡朝明備詢時則表示會再檢討。yam天空新聞─中央社（页面存档备份，存于）聯合晚報（页面存档备份，存于）
- 根據最新的國際排名，台灣網球小將盧彥勳的世界排名小升到第64名，重登亞洲第一，女將謝淑薇也上升到第79名，雙雙創下個人排名的新高紀錄。yam天空新聞─中央社（页面存档备份，存于）
- 國防部部長陳肇敏因日前在立法院接受質詢，談及三一九槍擊案時表示陳水扁槍傷「不是在台南市金華路三段這個地點造成」，而引發首例前任總統控告現職部長案，台北地方法院宣判陳肇敏無罪，全案仍可上訴。中國時報自由時報[]

## 10月28日
- 嘉義縣縣長陳明文涉及民雄污水處理廠弊案，涉嫌洩漏工程底標給特定廠商，遭嘉義地檢署聲請羈押更裁，嘉義地方法院上午召開合議庭重新裁定；晚上六時裁定陳明文與承包商賴文正收押禁見，陳方律師表示將提出抗告。yam天空新聞─中央社１（页面存档备份，存于）２（页面存档备份，存于）３（页面存档备份，存于）４
- 前考試院院長孔德成，上午10點50分因心肺功能衰竭，在臺北慈濟醫院辭世，享壽89歲。yam天空新聞─中央社（页面存档备份，存于）自由電子報[永久]

## 10月29日
- 總統府宣布，中國國民黨榮譽主席、前副總統連戰將代表馬英九總統，出席今年11月22日在秘魯首都利馬舉行的亞太經合會（APEC）經濟領袖會議，並肯定連戰是最適合的人選。這是台灣參加APEC領袖會議以來，層級最高的領袖代表。yam天空新聞─中央社１（页面存档备份，存于）２（页面存档备份，存于）中國時報[永久]自由時報
- 最高法院檢察署特偵組偵辦竹科龍潭園區開發弊案，檢方以證人身分傳喚前行政院副院長林信義、前國科會主委魏哲和及相關竹科管理局官員到案說明。除前竹科管理局長李界木遭收押禁見外，其餘人員偵訊結束後皆獲飭回。由於特偵組懷疑前總統陳水扁家庭介入竹科龍潭園區開發案，並涉嫌圖利和信辜家，讓國科會以「先租後買」方式取得和信旗下達裕開發的龍潭土地，為釐清疑點，檢方近日擬傳訊台泥董事長辜成允到案說明。yam天空新聞─中央社１（页面存档备份，存于）２（页面存档备份，存于）中國時報自由時報
- 行政院院長劉兆玄率內政部部長廖了以向馬英九總統提報「三都十五縣」規劃案，並就台中縣市合併升格案時程提請總統決定。馬總統當場裁示，台中縣市合併升格直轄市確定於民國99年12月25日實施；根據此一規畫案，現任台中縣市首長、議員的任期均將延任一年。 yam天空新聞─中央社１２（页面存档备份，存于）自由時報中國時報

## 10月30日
- 臺北金馬影展執行委員會公佈第四十五屆金馬獎華語影片競賽入圍名單，陳可辛執導的《投名狀》以入圍十二項稱霸群雄，當紅國片《海角七號》則入圍九項。yam天空新聞─中央社（页面存档备份，存于）
- 為避免「7分上大學」的情況重演，大學招生委員會聯合會決議明年度大學入學指定科目考試將設置最低錄取門檻，採計科目總和分數在後5%的考生將無法選填志願，估計每年約有四百名考生因而被排除在大學門外。yam天空新聞─中央社（页面存档备份，存于）中國時報[永久]自由時報

## 10月31日
- 最高法院檢察署特偵組偵辦陳水扁家庭洗錢案，昨日晚間傳喚前行政院副院長邱義仁到案說明。檢方認定邱義仁涉嫌侵占外交部「安亞專案」50萬美元專款，有涉嫌貪污且串證之虞，清晨遭台北地方法院裁定收押禁見。邱義仁在上午7時26分解送至台北看守所，編號2875。yam天空新聞─中央社１（页面存档备份，存于）２（页面存档备份，存于）３（页面存档备份，存于）

２]（页面存档备份，存于）
- 第43屆電視金鐘獎頒獎典禮，晚間在台北國父紀念館舉行，三立偶像劇《命中注定我愛你》拿下戲劇節目獎，戲劇節目男女主角獎分別由雷洪（娘家）、林依晨（惡作劇2吻）獲得，娛樂綜藝節目獎為《綜藝大贏家》，娛樂綜藝節目主持人獎則由吳宗憲、柳瀚雅抱走（我猜我猜我猜猜猜）。yam天空新聞─中央社１（页面存档备份，存于）２（页面存档备份，存于）